# Szańce
Szańce (lit. Šančių seniūnija, Šančiai) – prawobrzeżna dzielnica administracyjna Kowna, położona na południowy wschód od Śródmieścia,  w zakolu Niemna; obejmuje Szańce Górne i Szańce Dolne; pełni funkcje mieszkaniowe.